# Diecezja Santa Ana
Diecezja Santa Ana (łac. Dioecesis Sanctae Annae) – diecezja Kościoła rzymskokatolickiego w Salwadorze. Należy do metropolii San Salvador. Została erygowana 11 lutego 1913 roku.

## Ordynariusze
- Santiago Ricardo Vilanova Meléndez (1915 - 1953)
- Benjamin Barrera y Reyes, M.I. (1954 - 1981)
- Marco René Revelo Contreras (1981 - 1998)
- Romeo Tovar Astorga, O.F.M. (1999 - 2016)
- Miguel Ángel Morán Aquino (od 2016)